# Электровоз 140
Электровоз 140 (заводская серия 12E, обозначение на ČSD до 1988 года E 499.0) — один из электровозов первого поколения, выпускавшихся на Пльзеньском заводе компании Škoda. Электровоз предназначался для электрифицированных линий постоянного тока напряжением 3000 вольт. Это была первая серия электровозов, появившаяся в послевоенное время. Электровоз предназначался для обслуживания линий, электрификация которых в Чехословакии велась с 1948 года.

## История создания
Министерством транспорта Чехословакии заказ новых электровозов для ČSD был размещён на предприятии Шкода уже в 1946 году. Было решено, что будут использоваться передовые технические решения, уже имевшиеся за рубежом, поэтому были приобретены лицензии на производство отдельных компонентов локомотивов у швейцарских фирм Schweizerische Lokomotiv- und Maschinenfabrik и Société Anonyme des Ateliers de Sécheron. Лицензия основывалась на элементах конструкции электровоза Ae 4/4, опытный экземпляр которого был выпущен в 1944 году. В 1953 году прототип электровоза, получивший обозначение E 499.001, был выпущен из ворот завода и был отправлен на пути Пражского железнодорожного узла, которые были электрифицированы в 1920-е годы на напряжение 1500 в постоянного тока. Электровоз мог там реализовать лишь половину мощности, поэтому вскоре его отправили на участок Жилина — Врутки, где уже имелась линия, электрифицированная на постоянном токе 3000 вольт. Для дальнейших испытаний первый электровоз и уже построенный к тому времени второй (заводская серия 12E2) были отправлены в Польшу, где в то время уже имелся большой электрифицированный полигон. Без особых проблем электровозы смогли наездить по 100 тысяч километров, после чего, 4 декабря 1954 года, вернулись в Чехословакию, в локомотивное депо главного вокзала Праги, а в 1956 году в депо Жилина.
Серийное производство электровозов продолжалось на заводе Škoda параллельно с выпуском паровозов до 1958 года.

## Конструкция
Кузов электровоза 140 серии вагонной компоновки с двумя кабинами машиниста по концам локомотива опирается на две двухосные тележки. Вход в кабины машиниста в дверь, расположенную слева по ходу движения. На боковых стенках машинного отделения с каждой стороны расположено по 6 достаточно крупных круглых окон.
На всех четырёх колёсных парах установлены шестиполюсные тяговые электродвигатели, не имеющие компенсационных обмоток. ТЭД установлены на раме тележки, передача тягового усилия на колёсные пары происходит через пластинчатую муфту «Сешерон» и одностороннюю зубчатую передачу. Тяговые двигатели одной тележки охлаждаются одним мотор-вентилятором.
Управление мощностью производится путём перегруппировки соединений электродвигателей (последовательное и параллельное двух групп по 2 двигателя в каждой) и за счёт реостатов, расположенных на крыше. На крыше локомотива размещены два токоприёмника типа пантограф. Напряжение цепей управления — 48 вольт. Контроллер машиниста имеет 48 позиций, из которых 10 с ослаблением поля.
Пневматическую систему локомотива питают два компрессора K1, запас воздуха хранится в двух главных резервуарах общей ёмкостью 930 литров. Четыре тормозных цилиндра диаметром 12 дюймов обеспечивают торможение локомотива. Запас песка в песочницах — 320 кг.

## Эксплуатация
Первоначально локомотивы 140 серии направлялись во все локомотивные депо, испытавшие потребность в электровозах. Они были приписаны первоначально к депо главного Пражского вокзала, депо станции Усти-над-Лабем, депо станции Нимбурк. Далее в разное время они эксплуатировались в локомотивных депо станций Ческа-Тршебова, Острава, Жилина, Спишска Нова Вес и Кошице. В середине 1980-х годов все электровозы оказались на территории Чешской Силезии, Моравии и Словакии.
Первоначально предполагалось, что электровоз будет универсальным и сможет обслуживать как пассажирские, так и грузовые поезда. Данным ожиданиям не суждено было сбыться, однако они стали хорошими локомотивами как для скорых пассажирских, так и для лёгких грузовых поездов.
Эта серия локомотивов активно эксплуатировалась до конца 1980-х годов, в основном с поездами дальнего следования, ускоренными почтовыми поездами. В 1978 году специально для обслуживания пассажирских поездов на маршруте Прага — Кошице были поставлены 27 электровозов серии 150, получивших на ČSD обозначение E 499.2001, однако все неповреждённые электровозы 140 серии оставались в работе. В 1980-е годы началось постепенное вытеснение локомотивов из работы за счёт поставки электровозов серий 162 и 163. После 1988 года от работы были отставлены все машины, находившиеся в тот момент в плохом техническом состоянии. В начале 1990-х годов в Словакии произошёл аварийный случай с одним из электровозов. При расследовании случая и последовавших проверках других машин выявились структурные дефекты на экипажной части некоторых из них. В Чехии электровозы были выведены из работы намного быстрее, чем в Словакии, в конце 1990-х годов в депо Оломоуц оставалось лишь два электровоза. В Словакии они остаются в работе в депо Жилина и Кошице. В 2004 и 2005 годах три электровоза эксплуатировались в Польше на вновь электрифицированных линиях. И в настоящее время 6 электровозов 140 серии использует польская логистическая компания Chem Trans Logistic (три под оригинальным обозначением и три под обозначением ET13).

## Значение
Электровозы 140 серии были первой большой послевоенной серией локомотивов завода в городе Пльзень. Сотрудничество с швейцарскими производителями локомотивов позволил сделать технический скачок, сделавший эти электровозы конкурентоспособными и обеспечившими задел на десятилетия вперёд.
Электровозы заводских серий 22E2, 24Е0 и 41E, конструкция которых основана на 12E, поставлялись в Северную Корею (22E2) и Советский Союз (24Е0 и 41E, в СССР электровозы получили обозначение ЧС1 — Чехословацкого производства, тип 1).